# 腕 -駿河城御前試合-
『腕 -駿河城御前試合-』（かいな するがじょうごぜんじあい）は、原作：南條範夫・作画：森秀樹による日本の時代劇漫画。『戦国武将列伝』（リイド社）にて、2011年2月号から2012年12月号にかけて連載された。

## 概要
それまでにも漫画や映画などで映像化された南條範夫の時代小説『駿河城御前試合』を、劇画作家として多くの時代劇作品を手掛けてきた森秀樹が劇画化した作品である。
基本的な設定は『駿河城御前試合』とほぼ同じであるが、試合の順序が入れ替わっているほか、設定や物語の展開に大小の変更を加えた話（試合）や、原作小説にない森秀樹オリジナルの話（試合）もある。

## 第一話 無明逆流れ
寛永6年（1629年）9月24日、駿河城内。城主・徳川忠長の御前で、因縁の2人が真剣試合により雌雄を決するべく、対峙していた。盲目の剣士・伊良子清玄、隻腕の剣士・藤木源之助。岩本道場の双竜と謳われた2人が対決するに至った因縁は、6年前に遡る。
岩本道場の主・岩本虎眼は弟子である伊良子清玄と藤木源之助のいずれかを己の娘・三重と娶わせて跡取りとすることを考えていた。しかし、愛妾のいくが伊良子と密通していることに勘付いた虎眼は、魔剣・流れ星により伊良子の両目を斬り、いくと共に屋敷から放逐する。しかし、心の中で伊良子を夫と思い定めていた三重は、伊良子を斬った者の妻になると言い張り、藤木との婚儀を拒否した。
3年後、岩本道場の門前にいくに付き添われた伊良子が現れ、虎眼との立ち会いを望む。横一文字に切り裂く流れ星を破るため伊良子が編み出した、剣先を足指で挟み下方から跳ね上げる「無明逆流れ」の秘法は、剣の道に入った者に無意識に反応して斬るまでに研ぎ澄まされていた。剣鬼となった伊良子は、無明逆流れの太刀により一刀のもとに虎眼を斬り捨てた。師の仇討ちのため、三重のため、伊良子に挑む藤木。しかし、盲目となり女人に惑うことの無くなった伊良子と、三重との関係に心を乱す藤木、2人の対決は藤木の左腕を切断した伊良子の勝利に終わった。
藤木は一命を取り留めたが、彼の敗北により道場は廃れ、屋敷には藤木と三重の2人が残るのみとなった。三重の体を求める藤木に対し、三重は何としても伊良子を斬るよう望み、斬った時こそ藤木の妻になると約した。伊良子の無明逆流れを破るため、藤木は山に籠った。3年後、下山した藤木もまた剣鬼と化していた。藤木と三重は駿河に赴き、忠長に召抱えられた伊良子との試合を求め、御前試合の第一陣に据えられることとなった。
2人の剣鬼と、それを見守る2人の女人・三重といく。藤木は手にした太刀を投げ、伊良子は無明逆流れの太刀を跳ね上げ、それを打ち落とす。脇差を抜き伊良子に迫る藤木。しかし、伊良子は藤木が剣の間合いに入る前に跳ね上げた刀を振り下ろした。その隙に肉薄した藤木は、脇差を受け止めた伊良子の剣をへし折り、そのまま斬り伏せた。伊良子は剣の道に入ってきた1匹の虫に反応し、無意識に斬り返してしまったのだ。敗れた伊良子は、微笑を残し、その場に崩れ落ちる。結末を見届けた三重といくもまた、己の喉を突き命を絶った。後には勝者である藤木がただ1人残された。
登場人物
伊良子 清玄（いらこ せいげん）
岩本道場の双竜と呼ばれた剣士の1人。御前試合の6年前の時点で20歳。涼やかな顔立ちの若者で、その瞳で多くの女人を惑わす。その天賦の才を藤木や虎眼は認めていたが、稽古もそこそこに女遊びに耽ることが多く、他の門弟達からは嫌われていた。虎眼の愛妾いくとも密通しており、それが原因で虎眼に両目を斬られ失明する。失明した後、虎眼の流れ星を破るため、無明逆流れの秘剣を編み出す。
藤木 源之助（ふじき げんのすけ）
岩本道場の双竜と呼ばれた剣士の1人。御前試合の6年前の時点で20歳。実直な男で、他の門弟達からの信望も厚い。剣の才では、己よりも伊良子の方が上と感じている。
岩本 虎眼（いわもと こがん）
岩本道場の道場主。「鬼眼」と恐れられる強烈な眼力により、対峙した相手を射竦める。流星の走るごとく、横に薙ぎ払う一刀必殺の魔剣「流れ星」を得意とする。
三重（みえ）
岩本虎眼の娘。御前試合の6年前の時点で16歳。伊良子に想いを抱く。
いく
岩本虎眼の愛妾。門弟の伊良子と関係を持ち、屋敷から放逐された後も、伊良子に献身的に寄り添う。
原作との相違点
- 牛股権左衛門が登場しない。
- 伊良子清玄は足を負傷していない。
- 御前試合で、伊良子は剣の道に入ってきた1匹の虫に無意識に反応して無駄な切り返しをしてしまい、それ故に藤木に敗れている。

## 第二話 がま剣法
第2試合の出場者は、藩の槍術師範・笹原修三郎と、城下を騒がせた凶漢・屈木頑之助であった。笹原が敗れた際に頑之助を討ち取るため、鉄砲まで用意された曰くつきの試合である。
寛永5年（1628年）、駿河城下の舟木道場では毎年5月5日に行われる「兜投げ」の儀が、人々が特別な興味を寄せる中で行われた。投げられた兜を空中にある内に剣で割るこの儀式を見事成功させた者が、道場主・舟木一伝斎の跡を継ぎ、その娘・千加の婿になるという噂があったためだ。千加に想いを寄せるがゆえに「兜投げ」に志願した頑之助だったが、千加は頑之助を婿にするのは何としても嫌だと拒み、一伝斎もそうはなるまいと慰めていた。それを屋敷の床下で聞いてしまった頑之助は、己の実力で千加を己のものにするべく、執念を燃やした。しかし、兜は通常よりも低い位置に投げられ、頑之助は剣を兜に当てるにとどまり、斬ることは叶わなかった。頑之助はその投げ方を不服とし、再挑戦を要求するが、腕前が十分であれば斬れたはずと一伝斎に退けられた。
その夜、頑之助は姿を消した。その年の秋、千加は兜投げを成し遂げた藩士・斎田宗之助の嫁となった。しかし、翌年正月、駿府城下で斎田宗之助は両足の脛を切断された惨殺死体となって発見される。悲しみに暮れる千加の姿を見て、その婿となるべく、その年の「兜投げ」には6人の者が志願した。兜にもっとも深く斬り込んだ浪士・倉川喜左衛門が賞された時、頑之助が姿を現し、今一度「兜投げ」をさせてくれと頼み込んだ。一伝斎が掛け声もかけず無造作に投げた兜を見事に叩き斬った頑之助は、「兜投げ」を成功させた自分を婿にするよう言い募り、異を唱える倉川を挑発し勝負を挑む。頑之助は蹲踞したまま剣を構え、倉川の剣を身を伏せて避けると両足を脛の辺りで両断した。これにより頑之助が斎田宗之助殺害の下手人と判明したが、頑之助は千加が自分を差し置いて婿を取ればその者の足を斬り息の根を止めると宣言して姿を消す。
その年の「兜投げ」で、兜を投げる役を務めた藩士・笹原権八郎は千加を見初め、千加も宗之助の一周忌後に再嫁することを約した。頑之助を恐れる千加のため、権八郎は頑之助を討つべく、槍術師範である従兄の笹原修三郎に教えを請う。身を低くして構える頑之助を討つには槍がもっとも有効と考えた権八郎だが、連れていた供の者達とともに、両足を斬られた惨殺死体となって発見された。頑之助を討つため山狩りをすることも話し合われたが、その恐るべき剣法が生まれた背景に、強い心と血の滲むような鍛錬があったことを見て取った笹原修三郎は、一介の武芸者として頑之助と立ち会うことを望んだ。修三郎の願いは聞き入れられ、城下のあちこちに御前試合にて頑之助と立ち会いたい旨を記された立て札が立てられた。
御前試合の当日、頑之助は試合場に現れた。誰からも蔑まれ、忌み嫌われた頑之助を、しかし修三郎は敬意をもって迎え入れた。千加が2人の夫と父の死後、屋敷にこもり精神を病んだらしいことを修三郎が告げた後、試合が始まった。名乗りをあげ、それぞれの得物を構える2人。修三郎の槍をかわし、その穂先を切り落とした頑之助は、身を低くし脛に斬り込む。鉄の脛当てを切り裂かれ、左脛に刃が食い込みながらも、修三郎は切られた槍の柄を渾身の力で頑之助の体に突き立てる。大量に喀血し痙攣する頑之助に、その腕前を賞賛しガマ剣法を語り伝えていくと約束する修三郎。頑之助はその言葉に微笑を見せ、「千加……」と一言遺し、絶命した。その姿はひっくり返ったガマガエルのようであった。
登場人物
屈木 頑之助（くつき がんのすけ）
ガマガエルのごとき醜い容貌の男。行き倒れた浪士の遺児で、駿府城下で道場を開く舟木一伝斎に引き取られてそこで育った。その外見のため、誰からも愛されることなく過ごしたが、剣の天稟があることを見抜いた一伝斎には目をかけられていた。正式な稽古には加われなかったが、その剣技の凄みは誰もが認めていた。
優しい言葉をかけてくれた千加に懸想し、婿となるために「兜投げ」に志願したが、失敗。腕の未熟を理由に再挑戦の願いも退けられた後、富士山の風穴にこもり1年の修行を経て、魔剣ともいうべき「がま剣法」を編み出す。
笹原 修三郎（ささはら しゅうざぶろう）
駿河藩の槍術師範。中村流槍術の遣い手。長身で体格が良く、武芸者らしい重厚さと屈託なく笑う愛嬌を併せ持つ。魔剣ガマ剣法の陰に隠された、頑之助の心と積んできた修練を読み取り、兵法者として敬意を払う。
舟木 一伝斎（ふなき いちでんさい）
舟木道場の主。高齢になり、一人娘の千加に婿をとり跡継ぎにしようと考える。剣の才を認めた頑之助を幼少の頃より育てたが、千加が拒んだため、頑之助の「兜投げ」を成功させないよう計らった。寛永6年の「兜投げ」の儀式の日に頑之助が逃走した後、病に倒れ、その年の7月に病没。
千加（ちか）
舟木一伝斎の娘。その美貌に魅かれ、婿になりたがる者が多数おり、頑之助も千加に一方的に想いを寄せていた。
斎田 宗之助（さいだ そうのすけ）
駿河藩士。「兜投げ」を成功させ、千加の婿となるが、翌年城下で惨殺される。
倉川 喜左衛門（くらかわ きざえもん）
浪士。寛永5年の「兜投げ」に挑んだ時は失敗したが、翌年には参加者の中でもっとも深く斬り込むことに成功。しかし、直後に現れた頑之助と立ち会って両足を切断される。
笹原 権八郎（ささはら ごんぱちろう）
駿河藩士。一刀流の遣い手で、笹原修三郎の従弟。寛永6年の「兜投げ」の際には、年老いた一伝斎に代わって兜を投げる役目を務める。千加と結婚を約束し、頑之助を討つために供の者に槍を用意させ常に身支度をして備えていたが、あえなく敗れ去る。
原作との相違点
- 頑之助のガマ剣法は、足元から相手の両足を切断するだけで、鼻を削ぎ落としていない。
- 原作では試合を観戦していた千加を頑之助が殺害しているが、精神を病んだ千加は試合場には来ていない。
- 試合で、頑之助は修三郎の槍の穂先を切り落とし、修三郎は斜めに切られた槍の柄の先端を頑之助に突き刺して倒している。

## 第三話 判官流疾風剣
第3試合は、神道流槍術・進藤武左衛門と判官流疾風剣の使い手・小村源之助の対決。しかし、通常の試合と違い、進藤の得意技・陣幕突きの実演という形で行われるため、試合場には陣幕が張られた。
寛永6年、駿河城下では辻斬りが横行した。屈木頑之助による舟木道場関係者の斬殺以外にも、槍の刺突により殺害された者たちがいた。この年の4月、辻斬りを目撃した小村は曲者の後を追ったが、その者は幅の広い川を一跳びで越えて、逃げ去った。
翌月、小村は友人の佐伯修次郎に頼まれて、主君・忠長の寝所を守る宿直（とのい）の役を代わった。その夜、忠長の寝所に召された女・菊は佐伯の恋人であり、無理に夜伽を求められるならば、佐伯が菊を刺し、自らも命を絶つと誓っていたのだ。菊は忠長を拒絶し、佐伯のいる宿直の間へと走ったが、もう1人の宿直である進藤が、襖が開けられる前に、襖越しに槍を突き刺し、菊の命を奪った。その時の進藤の表情を見た佐伯は、進藤が殺しを愉しんでいると確信し、己の快楽のために菊を殺した進藤を討つことを決意した。
忠長の御前で神道流陣幕突きを披露することになった進藤に対し、陣幕を透視するというその術を見極めるべく、佐伯は陣幕の向こうで紅白の玉を捧げ持つ役を買って出た。白玉の次に紅を刺すという命に対し、進藤は「戦場の心得」と称して佐伯を突き、陣幕を破ってとどめまで刺した。忠長は、その無法を咎めるどころか、かえって進藤の行いを賞した。
一方、小村は槍による辻斬りを進藤の仕業と見極めた。槍を使い棒高跳びのように飛ぶことで川を飛び越えることが可能であり、また5月に菊を、翌月に佐伯を刺殺した件を数えれば犯行は1ヶ月に一度行われたことになる。そのことを藩の目付・渡辺監物に告げたが、証拠が得られない。しかも進藤を気に入った忠長は、禄を加増の上、家老職に取り立てると言い出した。そこで、2人は一計を案じ、御前試合で進藤を討ち取ることにした。
試合は、まず進藤が陣幕越しに突く権利があり、小村が討たれればそこで試合は終わる。小村はその一撃を凌いだ後でなければ反撃は出来ず、陣幕に遮られて素早い動きを長所とする疾風剣は封じられるという、一方的に不利な条件での対戦であった。両者が陣幕越しに対峙する様を、観客が固唾を呑んで見守る中、小村の居場所を見定めた進藤が槍を振るう。間一髪、槍をかわした小村は、陣幕を固定した縄を切断すると、陣幕の端を片手に握ったまま進藤の周囲を走り出した。陣幕に身体を絡め取られ、身動きが取れなくなった進藤を小村は一太刀で斬り捨て、佐伯の仇を討った。
登場人物
小村 源之助（こむら げんのすけ）
駿河藩の藩士。迅速な動きを命とする判官流疾風剣（はんかんりゅうしっぷうけん）の使い手。
進藤 武左衛門（しんどう たけざえもん）
仕官してまだ1年ほどの駿河藩士。神道流槍術の使い手。心眼をもって襖や陣幕の向こうにいる相手を突く「陣幕突き」という秘伝の技を使う。人を殺す快楽に目覚め、1ヶ月おきに人を1人ずつ槍で突き殺すようになっていく。
佐伯 修次郎（さえき しゅうじろう）
駿河藩の藩士。小村源之助の友人。
菊（きく）
佐伯修次郎の恋人。
渡辺 監物（わたなべ けんもつ）
駿河藩の目付。
原作との相違点
- サブタイトルが、「疾風陣幕突き」から「判官流疾風剣」に変更。
- 進藤が忠長の命を狙う刺客ではないかという疑いには触れられず、快楽殺人者として描かれている。
- 佐伯の恋人の名が、千加から菊に変更。

## 第四話 飛竜剣敗れたり
午前の部の最後に行われた第四試合は、大一番であった。出場者の1人・黒江剛太郎は、甲府城下で未来知新流の看板を上げる二刀流の遣い手。黒江の対戦者もまた同じ二刀流であった。
元和8年（1622年）、黒江剛太郎は赤江剛蔵（あかえ ごうぞう）の名で加賀藩に仕えていた。剣の腕でのし上がろうという野心を持っていた赤江は、藩の武芸師範・石黒武太夫を打ち負かし師範の座を奪おうと考えていたが、石黒の強さを目の当たりにし、その希望は打ち砕かれた。そんな折、石黒が普請奉行の娘・珠江を嫁に所望しているという噂を耳にした。赤江を藩士として召抱えるのに助力してくれた大番頭の息子・村岡安之助は珠江に惚れており、赤江はそんな安之助をけしかけて石黒を討たせる計略を考えつく。ある夜、神社に呼び出した石黒に、赤江は背後から小太刀を投げつけ、その隙に乗じて安之助は石黒を斬り伏せた。
安之助は珠江を妻に迎えたが、石黒を討った件を恩に着せた赤江は金を無心し師範の地位に着けるよう要求し続けた。遂には師範の地位に着くのを待つ代わりに珠江を抱かせろと要求するまでになり、逆上した安之助に赤江は顔を深々と斬られる。赤江はとっさに腰の小太刀を抜いて投げつけ、その隙に安之助を斬り捨てた。これが「未来知新流極意・飛竜剣」の開眼であった。赤江は珠江を陵辱した上で殺害し、そのまま逐電した。
6年後の寛永5年、甲府城下に顔に深い傷が刻まれた男・黒江剛太郎が未来知新流の道場を開いた。挑んできた者達を二刀流の技・極意飛竜剣で倒していくうちに、門弟も増えていった。ある日、招かれた甲府城奉行の邸で、円明流・宮本武蔵が二階堂流の剣士との試合を怖れて逃げたという話題から、黒江は武蔵の二刀流は本物に非ずと言い放ち、駿河藩の二階堂流の剣士・片岡京之介と真剣試合を挑みたいと告げた。真剣勝負を拒む片岡を試合の場に引きずり出した黒江は、飛竜剣を用いて片岡を難なく倒した。その結果、黒江の名は広まり、門弟は1000人を超えた。誰もその勢いを止めることの出来なくなった黒江に対し、駿河城の御前試合にて勝負をしたいという書状が届く。その書状の主の名を見た黒江は、申し出を受け入れた。
勝負は一瞬でついた。黒江が投げた脇差を左手に持った脇差で叩き落した後、男は飛び上がって頭上から黒江を一太刀で斬り伏せた。勝負は挑戦者 ― 円明流・宮本武蔵の勝利に終わった。
登場人物
黒江 剛太郎（くろえ ごうたろう）
眉間から頬にかけて大きな傷のある異相の男。甲府城下に「未来知新流」の道場を開く。左手の脇差を相手に投げつけ、体勢を崩したところを右手の太刀で切り伏せる「飛竜剣」という技を得意とする。
かつて仕えていた藩でいざこざを起こし、脱藩して赤江剛蔵と名乗っていた。己の剣術の腕に強い自負心を抱き、剣でのし上がることを目論む野心家でもある。
村岡 安之助（むらおか やすのすけ）
加賀藩大番頭（おおばんがしら）・村岡半左衛門の息子。
石黒 武太夫（いしぐろ ぶだゆう）
加賀藩の武芸師範。丹石流の剛剣の遣い手。
片岡 京之介（かたおか きょうのすけ）
駿河藩の書院番。二階堂流剣術の遣い手。
珠江（たまえ）
普請奉行・佐倉次郎太の娘。
宮本 武蔵 （みやもと むさし）
天下に名を知られた剣豪にして、円明流の遣い手。
原作との相違点
- 原作での黒江の対戦者であった片岡京之介が、御前試合に先立って黒江と立ち会って敗死している。代わって御前試合での黒江の対戦者が宮本武蔵になっている。
- 殺し合いになった際に、安之助に斬りつけられて黒江は顔に大きな傷をつけられており、また加賀藩から脱藩した際、珠江を連れて行かず殺害している。

## 第五話 忍び風車
現将軍・徳川家光の実弟である駿府藩主・忠長には謀反の噂が絶えず、そのために忠長の動向を探るべく諸方から多くの忍びが送り込まれ、駿府に潜入していた。1年前に駿府藩に召抱えられたばかりの津上国之介もその1人であった。しかし、不慣れな土地な上に初めての隠密仕事は、無口で人付き合いの苦手な彼には重荷であった。そんなある日、1人の隠密が発見され、藩士たちにより討ち取られた。何処からの隠密か知らぬその男と、忍び特有の伝言法で会話を交わした津上だったが、奥祐筆の児島宗蔵に気付かれてしまう。児島もまた、何処からかの隠密であった。
隠密の仕事に悩む津上に、児島は接触してきた。隠密の仕事を天職と思い、嘘の情報を流すことで駿府藩を中心に戦乱の世を再び甦らせてみせると嘯く児島。隠密の仕事を楽しむ児島と自分の違いにさらに悩む津上は、ひょんなことから、ふさという名の娘と知り合い、恋に落ちる。その帰り道、暗闇から小柄を投げつけられた津上は、とっさに忍びの技である手裏剣術で反撃してしまう。襲ったのは児島であったが、からかい半分での攻撃で彼は津上の忍びとしての技が侮り難いものであることを知る。
その頃、忍び狩りに従事していた腰元・あいが殺害されたことで、彼女が探っていた者の1人である児島に疑いの目が向けられ、また彼が接触した津上にも隠密の疑いが浮上してきた。確証は無くとも、隠密の疑いがあるなら消してしまえばよい。そう考えた家老・朝倉宣昌は2人に御前試合に出場して真剣で立ち会えと命じた。その真意を見抜いた児島は共に藩を抜けないかと打診するが、津上は隠密を辞めふさと共に駿河藩士として生きることを決意。2人は真剣試合で立ち会うことをその場で決めた。隠密であることを知られぬため、手裏剣術は使えぬ。しかし、剣の勝負では児島の居合いや相手の太刀をも折ってしまう剛剣には勝てない。せめて相討ちに持ち込むべく、津上は刀に細工を施した。
御前試合第五番目・津上国之介対児島宗蔵の試合が始まった。試合前、忍びの伝言法により、隠密として互いの調べた情報を交換し合う2人。傍目には長い沈黙と見えた対峙の後、2人は刀を抜き、打ち合った。しかし、刀身に傷をつけてあった津上の刀はあっさりと折れ、勢いあまった児島は体勢を崩した。その隙に折れた刃先を拾い投げつけるが、児島も振り返りざま激しく斬りつける。胴を深々と斬られた津上と額に刃先が突き刺さった児島。2人は共に倒れ相討ちとなった。試合場を片付けに来た下士が、忍びの伝言法で、2人の会話は確かに聞いたと津上に伝える。津上の死に顔は、先日死んだ隠密同様、笑っていた。
登場人物
津上 国之介（つがみ くにのすけ）
駿府藩に潜入した隠密。駿河藩に新規で召抱えられた馬廻り役で、一刀流の遣い手。手裏剣の遣い手でもあるが、その腕前は隠している。
児島 宗蔵（こじま そうぞう）
駿府藩に潜入した隠密。駿河藩の奥祐筆。居合いの達人で、同時に剛剣の遣い手。
ふさ
御鷹頭・鹿島甚左衛門の娘。津上と恋仲になる。
あい
腰元。家老の命で隠密を探っていたが、児島に殺害される。
原作との相違点
- サブタイトルが、「風車十字打ち」から「忍び風車」に変更。
- 津上が隠密の任務に向かない自分に悩み、児島は隠密の仕事を愉しみながらその領分を越えた行動を取ろうとするなど、両者の性格が変更されている。また津上が何処から派遣された隠密かは明記されていない。
- 原作では児島が津上を討った後、隠密の疑いありとして射殺されたが、試合は相討ちという形で終わっている。

## 第六話 被虐の受太刀
夜間、神社にて水垢離をする異相の男がいた。全身に無数の傷が刻まれた男・座波間左衛門は、美しき男女に身体を斬られることに悦びを感じ、しかる後にその者を殺すことに悦楽を覚えていた。だが彼は、そんな己を愧じ、自分ではどうしようもないこの性癖を治したいと願っていた。
間左衛門が、自らの身体を傷つけることに悦びを覚えることに気付いたのは9歳の時であった。初めは両親を失った自分を引き取ってくれた叔父夫婦の娘・きぬに小刀で体を切ってもらい、長じて剣術の道場に通うようになってからは美少年に体をわざと打たせ、快感を覚えていた。そして、その時に脳裏に浮かぶのは叔母・なほ女の顔であった。美少年に木刀で打たれる間左衛門に、やがて衆道の徒であるという噂が流れ始め、それを理由に叔父・軍兵衛は彼を他家に預けようと考える。それを不憫に思うなほ女に、間左衛門は己の体を切り、悪い血を全て出して欲しいと願う。自分は病気なのだと身体を切る間左衛門に、なほ女は傷から流れる血を吸い、ついには興奮のあまり抱き合う2人。しかし、その場を軍兵衛に見られ、間左衛門は出奔。なお女は自害し、数年後に軍兵衛もまた病死した。
慶長20年（1615年）、間左衛門は大坂夏の陣に藤堂家の足軽支隊長として参戦していた。そこで彼は、血まみれになった妖艶な男に斬りつけられた時、隠してきた性癖が噴出し、ここが戦場であることも忘れ、自ら甲冑を脱ぎ捨て、男に斬られ続けた。それを見かねた同僚が割って入ろうとしたため、やむなく男を討ち取ったものの、悦楽に酔い男の死体に抱き着いた姿から奇妙な噂が流れ、藤堂家から姿を消すはめとなった。
寛永5年（1628年）、駿府城下に道場を開いた間左衛門は、徳川忠長に召され武芸を披露することになった。その技と、何より全身傷だらけの間左衛門の姿に自分と同じ変態性を見出した忠長は彼を200石で召抱えた。翌年（1629年）8月、顔に大きな傷のある女武芸者が駿府城下に現れた。女性の名は磯田きぬ。両親の仇を討つため勝負を願うとの申し出を間左衛門は受けて立った。
御前試合当日、2人の対決は6番目の試合で行われた。顔に傷があるが、母親のなほ女とそっくりなきぬを見た瞬間、間左衛門は異常な性欲に支配され理性を失った。衣服を脱ぎ、傷だらけの身体をきぬに斬られる間左衛門。快楽に溺れた間左衛門は、きぬの刃を己の身に深く突き通させる。法悦に至った間左衛門は最後にきぬを斬ろうとするが、そこで力尽き倒れた。きぬは、愛憎入り混じった想いで間左衛門の首を抱き締めた。
登場人物
座波 間左衛門（ざは かんざえもん）
全身に無数の傷を負う異形の男。当年32歳。男女問わず、美貌の者に斬られることに無上の快楽を感じ、存分に斬らせた後で相手が疲れたところを刺し殺すことに至福の悦楽を覚える。自身はこの奇癖を愧じ、嫌悪を覚えながらも止められずにいる。
磯田 きぬ（いそだ きぬ）
間左衛門の叔父・軍兵衛の娘で、間左衛門の従妹。将来は間左衛門を婿に取り、家を継がせる予定であった。しかし、間左衛門が出奔する際に突き飛ばされて転び、一生治らない傷が顔に残された。父母の仇を討つため天道流の剣術を学ぶ。成長した姿は母のなほ女と瓜二つ。
なほ女（なほめ）
間左衛門の叔母。早くに親を亡くした間左衛門に同情的であった。
原作との相違点
- 間左衛門の奇癖が原因で磯田夫妻は破滅。きぬは顔に傷を負い、磯田家に婿も迎えていない。
- 結婚していないため、夫の仇ではなく両親の仇として、きぬは間左衛門に勝負を挑む。きぬが使う得物は薙刀ではなく刀になっている。
- 忠長の小姓とその兄を間左衛門が討ち取るエピソードは省略されている。

## 第七話 鼻
第七試合の出場者の禅智内供は、人並みはずれて長い鼻の持ち主だった。親のいない内供は、これまでその鼻のために苦しみ続ける毎日を送っていた。生まれてすぐに預けられた寺でも、そこを飛び出して流浪している間も、その異相を蔑まれる地獄の日々であった。彼は戦があればそこに雇われてわずかな給金を得、戦が終わればまた流浪するという貧しい生活をしていた。そんな彼も自分にはいつかはいい日が来る。真っ当に生きさえすれば、いつかは普通の鼻になり、町へ行って人々の間に交わり、何気ない人並みの生活ができる。そんなささやかな夢を抱いていた。
しかし、ある日、内供は娘を追い回す兵を見かける。娘を助けるため、兵を斬り殺すが、その者は娘の兄であり、2人はただじゃれ合っていただけであったのだ。かけつけた村人たちは、内供の鼻を見て化け物と呼び、また彼がこれまで蓄えた銭を見てどこかから盗んだものと決め付けた。内供を化け物呼ばわりしながら追い回す村人たち。怒りを抑えきれなくなった内供は、男たちを皆殺しにし、女を捕らえては犯し、家に火を放ち、立ち去った。
その時以来、内供は行く先々で男を殺し、女を犯し、人が変わったように悪事を働くようになった。流浪を続けた内供は、ある時、天動流の道場に身を寄せた。そこには顔に傷のある1人の女性がいた。御前試合第6試合の出場者 - 磯田きぬであった。きぬは、内供の異相を気に留めず、笑顔を向け彼が普通の男であるかのように接してくれた。きぬの優しさに触れるうち、彼も真っ当に暮らしていた昔の自分に戻ろうと決意した。しかし、きぬは、駿府に出向き、そこにいる想い人を斬らねばならぬと内供に告げた。
駿府に旅立ったきぬを見送った内供のもとに、1人の駿河藩士が訪れた。駿府城で行われる御前試合に彼と立ち会いたい者がいるとの申し出を、二つ返事で内供は受け入れた。きぬが向かった駿府に内供もまた足を運んだ。彼を名指しで勝負を挑んだ者は何者なのか？
内供の対戦相手・戸田伝衛門は新虎流の師範を名乗る初老の剣士だった。男に見覚えがあるように思える内供に、伝衛門は語りかける。「わしはおまえの…」その言葉をさえぎるように斬りかかる内供。内供は自分を捨てた父親に、生まれてから今までの苦難の全て、異様な鼻を持ったがための地獄の日々、その恨みと悲しみの全てをぶつける。やがて内供の剣が伝衛門を斬り裂き、決着がついた。その場に座り込むようにして崩れ落ちた伝衛門の顔を見て、内供は思い出した。ある時、1人の娘を犯した後、その父親がその場に現れたことを。その男こそが、今自分が斬った伝衛門であることを。どこまでも自分を苦しめ続ける天を呪いながら内供は慟哭した。
登場人物
禅智 内供（ぜんち ないぐ）
芥川龍之介の小説『鼻』に登場する僧のように、ヘチマのごとく長い鼻を持つ異相の男。その鼻を隠すため、常にふんどしで顔の下半分を覆っている。
戸田 伝衛門（とだ でんえもん）
新虎流の戸田道場師範。髪が白くなった初老の剣士。
原作との相違点
- 原作『駿河城御前試合』には無い、オリジナルストーリー。

## 第八話 女剣士 磯田きぬ
飢えから、握り飯一つだけでも盗もうとした多情丸は、村人に捕まり片脚を切り落とされる。
後年、博打で金を貯めた多情丸は復讐のため野盗を雇う。その時に通りかかった磯田きぬにも声をかけるが磯田きぬは断る。磯田きぬが危険を知らせようと村を訪れた時には既に遅く、多情丸と野盗たちは女子供を含めて村人を惨殺し終えた後であった。多情丸は磯田きぬにも、命が惜しければ命乞いをするように戯れに襲い掛かる。しかし、命乞いをせぬ磯田きぬの姿を見て、自分と違って性根までは腐っていないと、自分の死骸を見たら手を合わせることを条件に磯田きぬを解放する。
御前試合に挑んだ多情丸は対戦相手の中村進吾に斬られる。死に行く多情丸の目に写ったのは、菩薩のごとく微笑む磯田きぬの顔であった。
登場人物
多情丸（たじょうまる）
片脚の剣士。天道流に入門する前に放浪していた磯田きぬと面識がある。
中村進吾
多情丸を父の仇と呼ぶ剣士。
原作との相違点
- 原作『駿河城御前試合』には無い、オリジナルストーリー。

## 第九話 石切り大四郎
忠長が甲府藩主であった頃、武田遺臣である篠塚十三郎が「村雲」という馬を献上した。忠長が村雲に試乗した際に篠塚十三郎は馬の尻を切り付け暴走させた。そこを村雲の四脚を一閃で切り、忠長の命を救ったのが成瀬大四郎である。出世した成瀬に、大番頭の渡辺監物は娘の絹江を嫁がせる。成瀬は絹江に惚れ込んだが、絹江のほうは冷めていた。あるとき、絹江がさらわれる。成瀬が追い、さらった首魁が墓石を盾にしたところを墓石ごと切り捨てた。以後、成瀬は「石切り大四郎」の二つ名で呼ばれることとなる。しかし、その後、再び石を斬ることができないため、成瀬は悩み、修練を続けることになる。
石が斬れぬ「石切り大四郎」を隠れ見ていた者がいた。笹島志摩介と名乗る剣士は、御前試合にて石切り大四郎との対戦を望む。その際に、「例え死すとも試合場には参る」と謎の言葉を残した。
試合の命を受け、成瀬は諏訪に隠棲している師匠の間宮所左衛門を訪れた。間宮は「石は殺気を放っていない、丸腰であるから切れぬ」と諭す。一方で、成瀬が留守をしている間に、笹島志摩介は絹江を寝取る。はじめから成瀬に愛情など抱いていない絹江も、志摩介に喜んで応じた。帰宅し、その事実を知った成瀬は志摩介を切り捨て、絹江は生家に戻った。
試合当日、笹島志摩介の友人なる者が墓石をもって会場に現れ石切りの実演を迫った。笹島志摩介は本名を篠塚志摩介と言い、かつて忠長暗殺を試みて斬首された篠塚十三郎の一子であった。
忠長は、これを武田遺臣による徳川家への復仇であると看破。成瀬に墓を斬ることを命ずる。
成瀬は墓石から己が妻を寝取った志摩介の殺気を読み取り、見事に墓石を斬った。
登場人物
成瀬 大四郎（なるせ だいしろう）
「石切り大四郎」と喧伝される城下でも名の通った剣士。
笹島 志摩介（ささじま しまのすけ）
「石切り大四郎」の対戦相手に名乗り出た素性の判らぬ剣士。
原作との相違点
- サブタイトルが「破幻の秘太刀」から「石切り大四郎」に変更。
- 笹島志摩介は秘剣を体得しておらず、体得に関する秘密もない。また自身の剣術の腕が大四郎に劣ることを自覚しており、御前試合の前に大四郎に絹江との不倫を告白して挑発し斬死する。
- 関係を持った後に冷たくなった志摩介を斬るよう絹江が大四郎に頼むこともない。（原作では、絹江は志摩介に手籠めにされたと伝えている。）
- 試合前日に笹島志摩介を妹の敵討ちとする榊半兵衛との対戦もない。
- 大四郎が御前試合の相討ちで死ぬことがなくなっている。

## 第十話 望郷
関ヶ原の合戦の頃より名を馳せた奇怪な剣豪「仏法僧」。仏法僧の太刀で斬られれば、たとえ命があっても身体に呪いがかけられ、またその姿を見た者はあるいは発狂し、あるいは目が潰れると噂されていた。既に死んだものだと思われていたが、御前試合への参加を申し出てくる。
適当な対戦相手が見つからずにいたが、遊郭に身を置く「あけび」という遊女が名乗りを上げる。あけびの腕を検分するために桑畑四十郎が使わされるが、遊郭で暴れる馬を目撃する。気性の荒いこの馬は「ハヤチネ」と言い、あけびを慕って遊郭にやって来ていたのだった。あけびは病に伏した父の薬代のため遊郭に身を売っていたが、薬は効かず父もほどなく亡くなった。年季明けまで1年を残すが、もはやハヤチネが耐えられないようになってきており、このままではハヤチネが暴れて人死にも出てしまう。あけびは、借金を返済しハヤチネと山で暮らすために、報奨金目当てで御前試合に名乗り出たのであった。
父の残した刀を取りに、あけび、ハヤチネ、桑畑四十郎は山間のあけびの実家へと向かう。刀は錆びついており、あけび自身にも剣の心得は無かったが、ハヤチネに刀を結わえ付け、人馬一体となったときには、ひとかどの剣豪であると桑畑四十郎は見て取った。
大きな木箱に入った仏法僧にあけびとハヤチネが斬りかかるも、仏法僧の刀の一閃で共に斬られてしまう。
ここで初めて、仏法僧が藁束を脱ぎ、老いた黒人であることが周囲にしれる。仏法僧の願いは、故郷であるアフリカへ帰ることであった。忠長がその願いを承諾をする返事を聞いた仏法僧は礼を述べ、座したまま老衰死した。
登場人物
仏法僧（ぶっぽうそう）
頭から足まで全身を藁束で覆い隠した奇怪な剣豪。仏法僧の太刀で斬られれば、たとえ命があっても身体に呪いがかけられ、またその姿を見た者はあるいは発狂し、あるいは目が潰れると噂されてる。
その正体は、ヨーロッパ人により日本へ連れてこられた黒人奴隷。織田信長の側に仕えた弥助ではないかとも思われたが、真相を語らぬまま絶命。
あけび
遊郭に身を置く16歳の女郎。遠野出身。病気の父の薬代のため、身を売った。
ハヤチネ
あけびの愛馬。南部馬。あけびと人馬一体となって突進し、体に装着した刀で太い木をも切断する。
桑畑 四十郎（くわはた しじゅうろう）
駿河藩士。笹舟流免許皆伝の剣士で、あけびが仏法僧の相手としてふさわしい腕前を持つか、検分を命じられる。
原作との相違点
- 原作『駿河城御前試合』には無い、オリジナルストーリー。

## 第十一 - 十二話 鬼無朋之介の秘密《前編》《後編》
登場人物
鬼無 朋之介（きなし とものすけ）
駿河藩の下級藩士の子。双子であったが、兄弟ともに「朋之介」と名付けられ、双子であることは他の人間には固く秘したまま育てられた。
2人で1人となり、「鬼無朋之介」という優れた人物を作り出し、鬼無家に繁栄をもたらすべく、幼い頃より努力をしてきた。
鬼無 月之介（きなし つきのすけ）
朋之介の父。一刀流の遣い手であったが、身分が低く、貧しい暮らしをしており、他の藩士からも陰で笑われていた。
小梅（こうめ）
大番頭・片山権左の息女。
飯尾 十兵衛（いいお じゅうべえ）
駿河藩に仕官を求めてやってきた浪人。キリシタンで、採用を決めるための腕試しの最中にそのことを見抜かれたため、取り押さえようとした藩士達と月之介を斬り捨てて逃走する。
原作との相違点
- 原作『駿河城御前試合』には無い、オリジナルストーリー。

## 単行本
- 原作：南條範夫・作画：森秀樹『腕 -駿河城御前試合-』リイド社〈SPコミックス〉、全4巻
  1. 2011年6月29日発売 ISBN 978-4-8458-4098-4
  2. 2011年12月26日発売 ISBN 978-4-8458-4197-4
  3. 2012年10月26日発売 ISBN 978-4-8458-4198-1
  4. 2012年11月27日発売 ISBN 978-4-8458-4199-8